# 羅拉格
羅拉格（挪威語：Rollag）是挪威布斯克吕郡的市镇，行政中心为羅拉格村。市镇面积为449平方公里，人口数量为1,369人（2021年），人口密度为每平方公里3人。